# Czerńczyce (powiat ząbkowicki)
Czerńczyce (niem. do 1945 Frömsdorf) – wieś w Polsce położona w województwie dolnośląskim, w powiecie ząbkowickim, w gminie Ziębice.
W latach 1945–1946 wieś należała i była siedzibą gminy Czerńczyce. W latach 1975–1998 miejscowość administracyjnie należała do województwa wałbrzyskiego.

## Zabytki
Do wojewódzkiego rejestru zabytków wpisane są:
- kościół parafialny pw. Wniebowzięcia Najświętszej Marii Panny, z XV w., przebudowany w XVIII w.
- pałacyk, obecnie nr 69, z początku XX w.

## Szlaki turystyczne
Starczów - Służejów - Rososznica - Czerńczyce - Muszkowice - Muszkowicki Las Bukowy (północ)